# Avemann (Adelsgeschlecht)

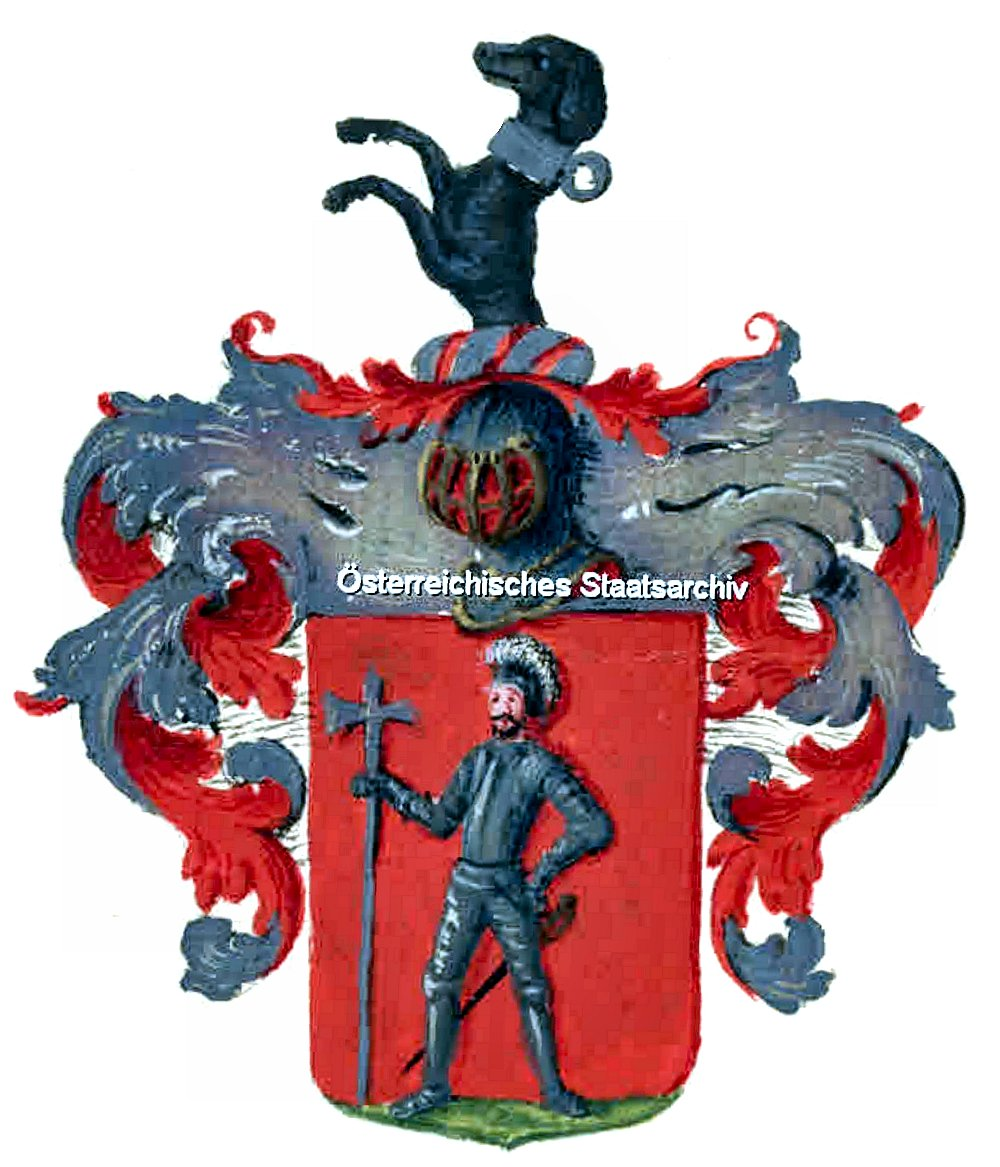
Wappen derer von Avemann (1756)

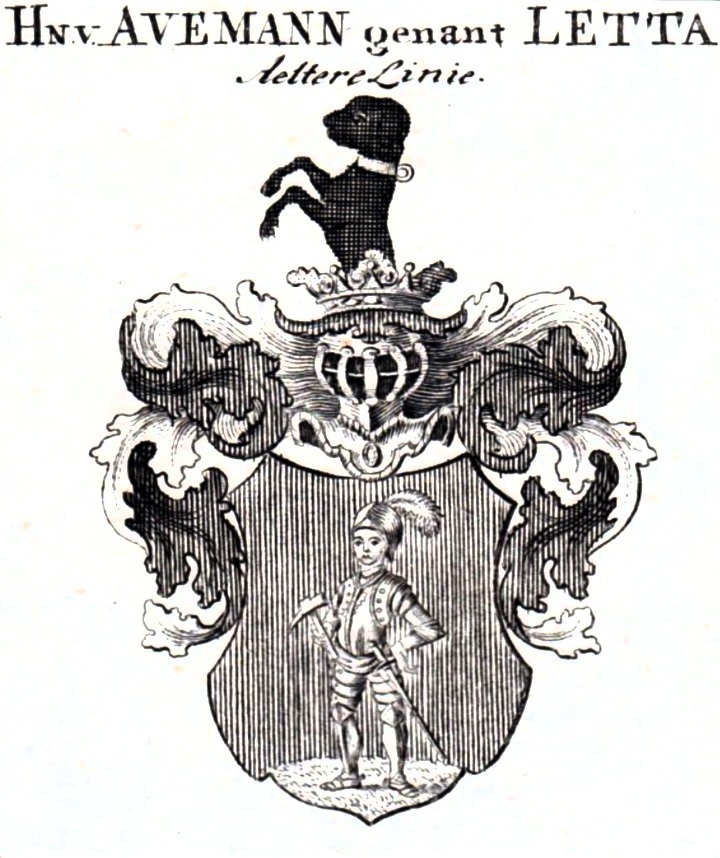
Wappen der älteren Linie

Avemann, genannt Letta(u), ist der Name einer ursprünglich aus Westfalen stammenden Familie, von der im 18. Jahrhundert mehrere Vertreter durch den Kaiser eine Bestätigung des Reichsadelsstandes erhielten. Das Geschlecht teilt sich in eine ältere und eine jüngere Linie, die beide verschiedene Wappen führen.

## Geschichte
Das Geschlecht stammt seiner Überlieferung nach aus den Niederlanden. Es beginnt seine Stammreihe mit Heinrich Avemann (* 1499, † Dorsten, Westfalen 1. Februar 1568), der am 4. März 1756 mit Diplom von Kaiser Karl V. das Prädikat „von Letta“ verliehen wurde.

## Wappen
Blasonierungen
- (1756) In Rot auf grünem Rasen stehend ein vorwärts gekehrter Geharnischter, mit goldenem Schwert umgürtet, in der Rechten eine Hellebarde haltend, die Linke in die Seite gestützt, den Helm mit silbernen Federn besteckt. Auf dem Helm mit rot-silbernen Helmdecken ein wachsender schwarzer Hund mit silbernem Halsband und Ring.
- In Gold ein von Silber und Rot in drei Reihen geschachter breiter Balken. Auf dem Helm mit rot-goldenen Helmdecken ein wie der Schild bezeichneter offener Flug.

## Persönlichkeiten
- Christian Ernst Heinrich von Avemann (1706–1764), deutscher Kanzleirat und Amtmann
- Johann Justus von Avemann (1735–1794), preußischer Jurist
- Friedrich Philipp Ludwig Karl von Avemann (1814–1891), preußischer Generalleutnant